# Czynności wyraźne
Czynności wyraźne (czynności ekspresywne) – rodzaj czynności procesowych, komunikowanie przez oświadczenia uczestników procesu.